# Ký hiệu quản trị chính thức (FAN)
Ký hiệu quản trị chính thức (FAN) là một phương pháp cho phép quản trị viên của các tổ chức khác nhau mô tả dòng chảy và chuỗi hoạt động, xác định trách nhiệm của họ, xác định và tích hợp các giao dịch của họ, v.v... Mục tiêu của nó là xây dựng chế độ thực hiện một hệ thống cụ thể để có hệ thống hóa hơn nữa.

## Khu vực được biết đến
FAN chủ yếu được sử dụng bởi các chuyên gia trong các hoạt động của hệ thống để đạt được các mô tả chính thức về các mạch hành chính.

## Các loại hành động
FAN thường được sử dụng để triển khai các gói phần mềm để lập kế hoạch nguồn lực doanh nghiệp (ERP), quản lý quan hệ khách hàng (CRM) và chuỗi cung ứng.

## Lịch sử
Ở Argentina, FAN ban đầu được sử dụng vào những năm 90 cho nhiều dự án triển khai phần mềm trong nước. FAN lần đầu tiên được công nhận chính thức vào năm 2005 tại đại hội IRMA ở Hoa Kỳ vào năm 2014, nó đã được trình bày tại FELTI và nhận được giải thưởng LatinaTEC. Hiện tại, FAN được sử dụng trong các trường đại học khác nhau trên khắp châu Mỹ Latinh để cho phép sinh viên hiểu và mô tả các cơ chế của mạch hành chính của các loại tổ chức khác nhau.